# Nuuks Plads (metrostation)
Nuuks Plads is een ondergronds metrostation in de Deense hoofdstad Kopenhagen dat op 29 september 2019 werd geopend.

## Geschiedenis
In 1999 werden plannen gepresenteerd voor een metroringlijn (M3) door Kopenhagen en Frederiksberg die de lijnen M1 en M2 zou kruisen bij Forum en Kongens Nytorv. In latere tracévarianten bleef Forum het westelijke kruispunt op het voorkeurstracé en het station Nuuks Plads kwam daar niet in voor. In 2005 stelden de gemeenten Kopenhagen en Frederiksberg het tracé van de M3 vast. Ze kozen daarbij Frederiksberg in plaats van Forum als westelijk kruispunt zodat in Frederiksberg de westelijke tracévariant werd uitgevoerd. Hierin was een station opgenomen bij het  Ågadepark, maar dat werd ongeveer 175 meter naar het oosten verschoven tot onder de Nuuks Plads. 

## Ligging en inrichting
Het station ligt onder het gelijknamige plein dat is genoemd naar de Groenlandse hoofdstad Nuuk, die tot de invoering van het zelfbestuur in 1979 de Deense naam Godthåb droeg. Het station ligt tussen het voormalige Landsarkivet for Sjælland, Lolland-Falster og Bornholm, dat als museum te bezoeken is, en de Jagtvej. De hoofdingang ligt bij de kruising van Jagtvej/Rantzausgade, met een vaste trap naar de verdeelhal en twee liften direct naar de noordkop van het perron. In de Hiort Lorenzens Gade, voor de blinde gevel van het archiefgebouw, is een vaste trap naar de ondergrondse fietsenstallingen in het zuidelijke deel van de stationskuip. Deze stallingen liggen op verdeelhal niveau aan weerszijden van de zuidelijke roltrapgroep en zijn via tussendeuren verbonden met de verdeelhal. 
Zoals in de andere ondergrondse stations die volgens het standaard ontwerp zijn gebouwd is de verdeelhal via twee roltrapgroepen van elk vier roltrappen met het perron verbonden. Boven de verdeelhal zijn daklichten die zorgen dat het daglicht ook in het station komt. Om verwarring bij reizigers te voorkomen hebben de stations van de M3 allemaal een eigen wandbekleding en afwerking gekregen. De wanden zijn hier afgewerkt met zwarte, bruine en grijze platen als verwijzing naar het archief aan de oostzijde van het station.

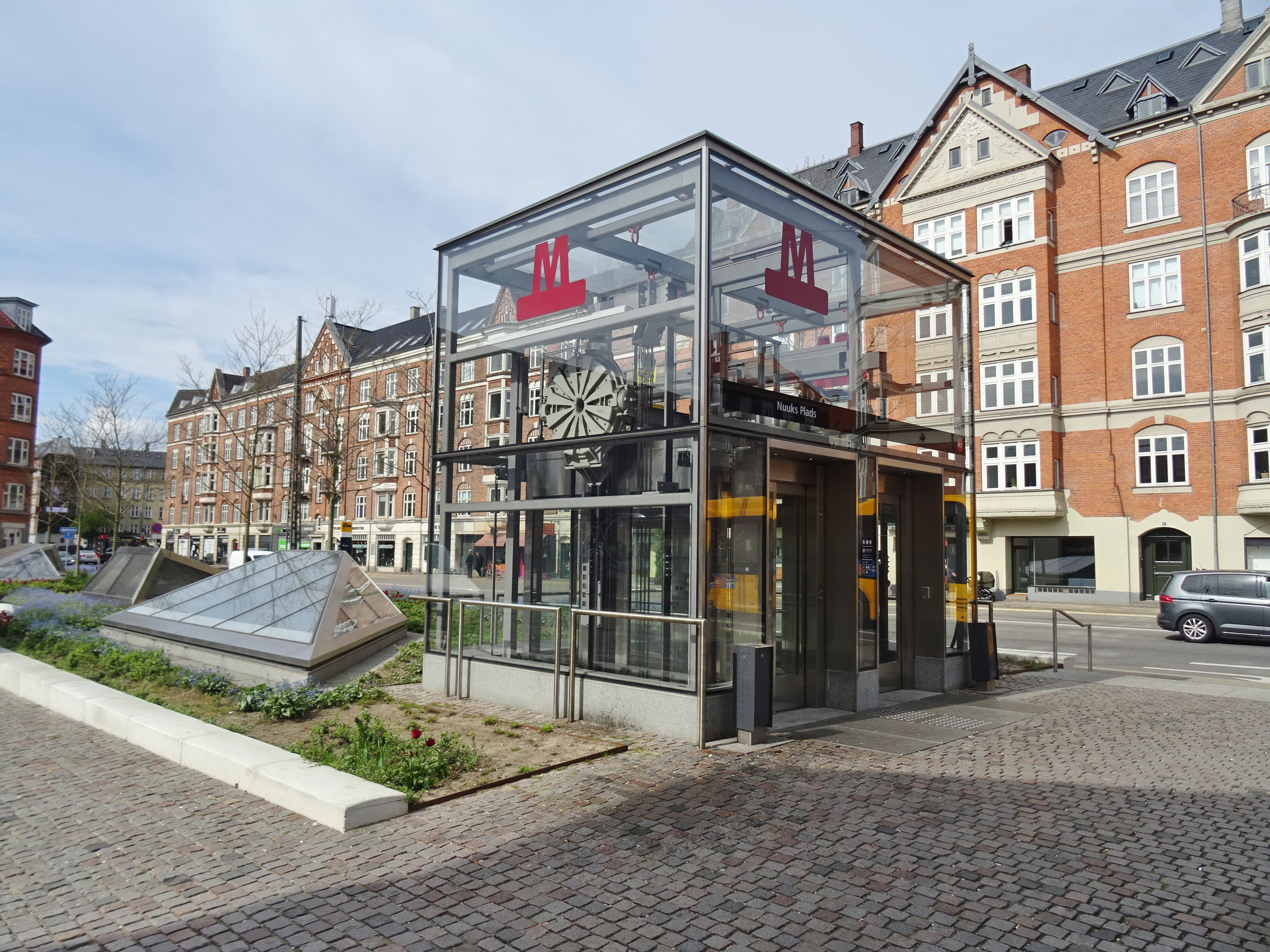
Daklichten en liften langs de Jagtvej.
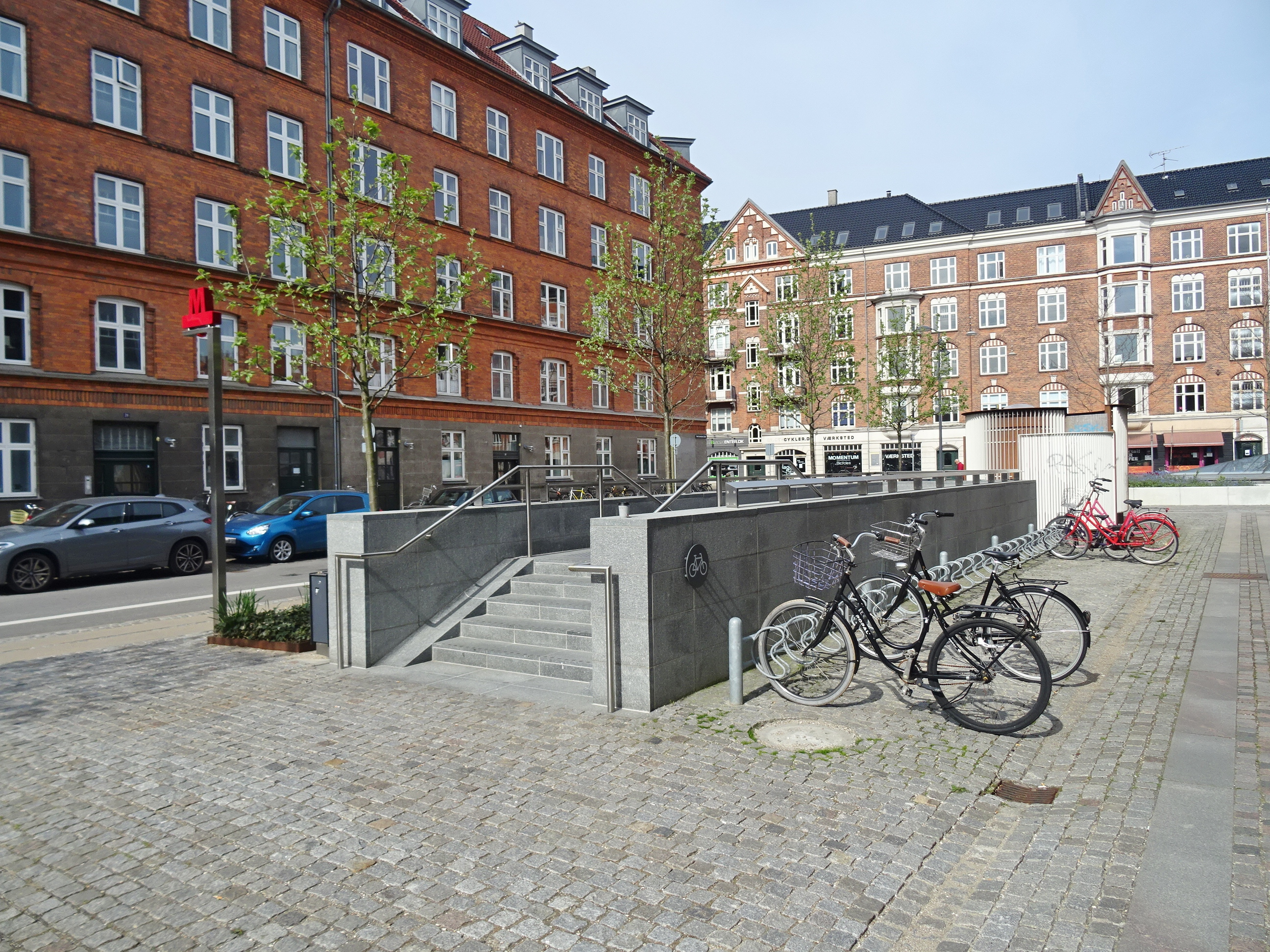
De trap naar de fietsenstalling.
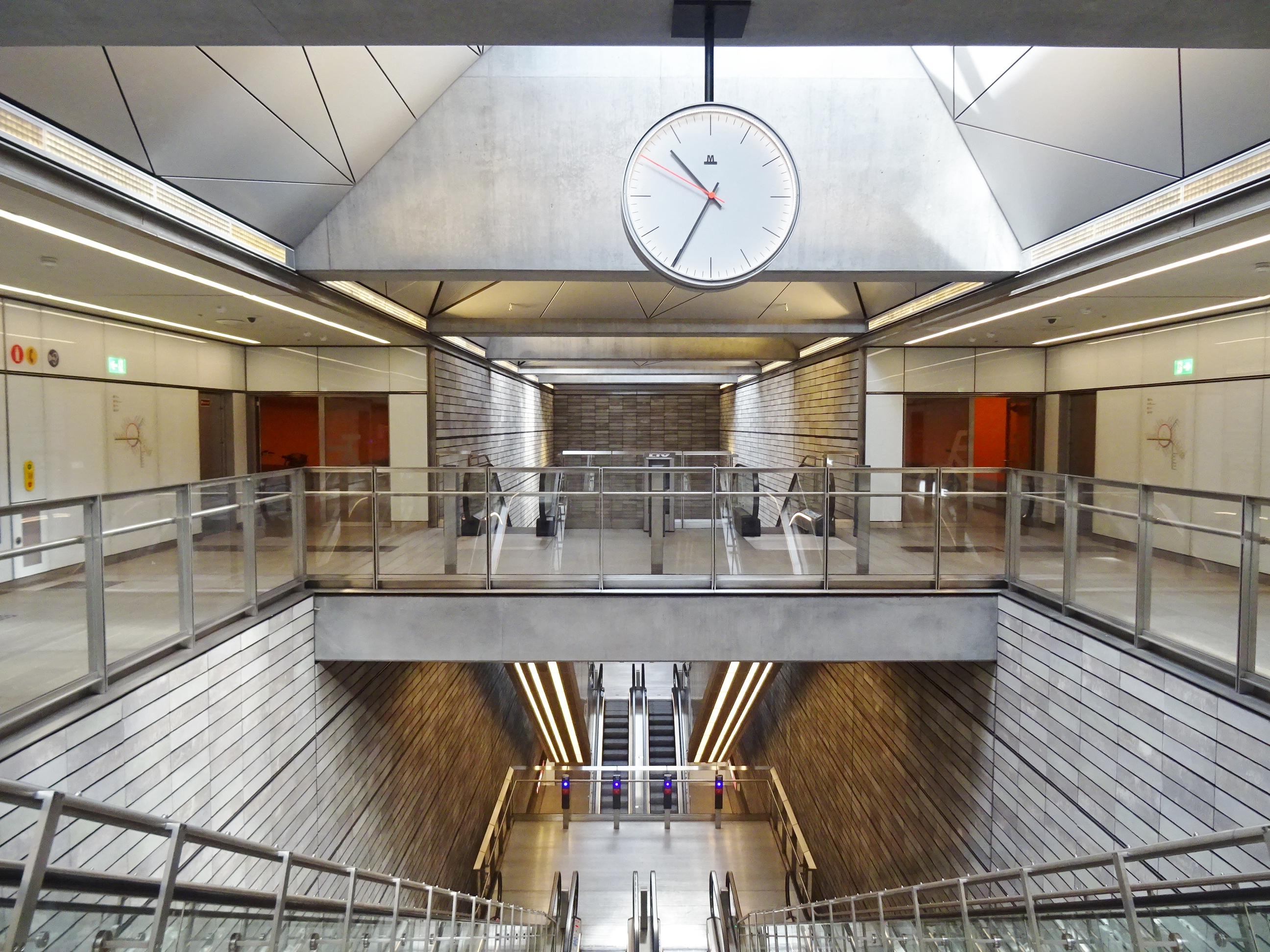
De verdeelhal met de roltrappen naar het perron en de deuren naar de fietsenstallingen.

København H   · Rådhuspladsen · Gammel Strand · Kongens Nytorv · Marmorkirken · Østerport   · Trianglen · Poul Henningsens Plads · Vibenshus Runddel · Skjolds Plads · Nørrebro  · Nørrebros Runddel · Nuuks Plads · Aksel Møllers Have · Frederiksberg · Frederiksberg Allé · Enghave Plads · København H →